# مرزة المستنقعات الشرقية
مُرزة المستنقعات الشرقية أو عُقيب المستنقعات الشرقي (الاسم العلمي: Circus spilonotus)، طائر جارح يتبع جنس العقيب وفصيلة البازية. أعطانه في شرق آسيا وبابوا غينيا الجديدة.